# Maurice Emmanuel

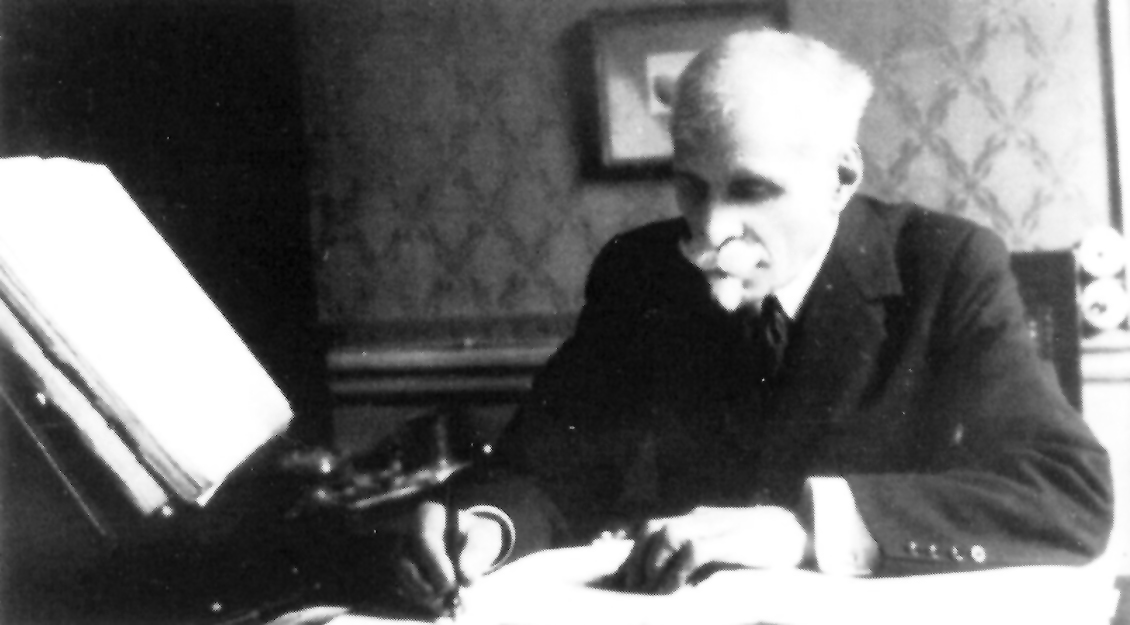
Maurice Emmanuel

Marie François Maurice Emmanuel (* 2. Mai 1862 in Bar-sur-Aube; † 14. Dezember 1938 in Paris) war ein französischer Musikwissenschaftler, Musiklehrer und Komponist.

## Leben
Maurice Emmanuel studierte am Pariser Konservatorium bei Augustin Savard, Théodore Dubois (Harmonielehre), Léo Delibes (Komposition) und Louis-Albert Bourgault-Ducoudray (Musikgeschichte). Daneben hörte er Vorlesungen in klassischer Philologie und Kunstgeschichte an der Sorbonne. 1904 bis 1907 war er Kapellmeister an Ste-Clotilde (Paris), danach wirkte er bis 1936 als Lehrer für Musikgeschichte am Konservatorium.
Emmanuel komponierte drei Opern, zwei Sinfonien und eine sinfonische Dichtung, eine Suite française, eine Ouvertüre, kammermusikalische und Vokalwerke.

## Werke
- 3 Pièces für Orgel und Harmonium op. 14, 1882–1911
- Pierrot peintre Pantomime in 2 Bildern für Alt oder Mezzosopran, Sprecher und Orchester, 1886
- Sonate für Violoncello und Klavier op. 2, 1887
- Ouverture pour un conte gai für Orchester, 1890
- Sonatine Bourguignonne, 1893
- Sonatine Pastorale, 1897
- Zingaresca, Fantasie für 2 Piccoloflöten, 2 Klaviere, Pauken und Streicher, 1902
- Sonate für Violine und Klavier d op. 6, 1902
- Streichquartett B op. 8, 1903
- Messe pour grand orgue, 1905
- O filii für Solo und Chor, 1905
- Suite sur des airs populaires grecs für Violine und Klavier op. 10, 1907
- Sonate en trio für Flöte, Klarinette und Klavier op. 11, 1907
- In memoriam (R. Vallery-Radot) für Solist, Violine, Violoncello und Klavier, 1908
- Musiques, 12 Lieder nach L. de Launay für Solist und Klavierbegleitung, 1908
- 3 odelettes anacréontiques nach R. Belleau und P. de Ronsard für Solo, Flöte und Klavier, 1911
- 30 chansons bourguignonnes du pays de Beaune für Solo und Klavier, 1913
- Prométhée enchaîné, Oper nach Aischylos, 1916–1918
- Prologue de Prométhée enchaîné für Orchester, 1916
- 1. Symphonie, 1919
- Sonatine Nr. 3 für Klavier, 1920
- Sonatine Nr. 4 sur des modes hindous für Klavier, 1920
- Salamine, Oper nach Aischylos, 1921–1923
- Ouverture de Salamine 1923–1928
- Sonatine Nr. 5 alla francese für Klavier, 1925
- Sonatine Nr. 6 für Klavier, 1925
- Vocalise für Alt, Bariton und Klarinette, 1926
- 2. Symphonie Bretonne, 1930–1931
- Suite française für Orchester, 1934–1935
- 2 chansons populaires, 1935
- Sonate für Horn und Klavier B op. 29, 1936
- Amphitryon, Oper nach Plautus, 1936
- Le poème du Rhône, sinfonische Dichtung nach Frédéric Mistral, 1938

## Schriften
- Essai sur l’orchestrique grecque, Université de Paris 1895
- Histoire de la langue musicale, Paris 1911
- Traité de l’accompagnement modal des psaumes Lyons 1913
- M. Emmanuel, R. Moissenet, La polyphonie sacrée, Oullins 1923
- Pelléas et Mélisande de Claude Debussy, Paris 1926
- César Franck, Paris 1930
- Anton Reicha, Paris 1936